# Lanta
Lanta (okzitanisch: Lantar) ist eine französische Gemeinde mit 2.269 Einwohnern (Stand: 1. Januar 2022) im Département Haute-Garonne  in der Region Okzitanien. Sie gehört zum Arrondissement Toulouse und zum Kanton Revel. Die Einwohner werden Lantanais genannt.

## Geographie
Lanta liegt etwa 19 Kilometer östlich von Toulouse in der Landschaft Lauragais. Im Süden des Gemeindegebietes verläuft die Saune, im Norden die Seillonne. Umgeben wird Lanta von den Nachbargemeinden Vallesvilles im Norden, Bourg-Saint-Bernard im Norden und Nordosten, Saussens im Nordosten, Prunet im Nordosten und Osten, Aurin im Südosten und Süden, Préserville im Süden und Südwesten, Sainte-Foy-d’Aigrefeuille im Südwesten und Westen sowie Saint-Pierre-de-Lages im Westen.

## Geschichte
Während des 12./13. Jahrhunderts war Lanta eine Hochburg des Katharertums und ab dem 16. Jahrhundert des Protestantismus.

### Bevölkerungsentwicklung
| Jahr                       | 1962 | 1968 | 1975 | 1982 | 1990 | 1999 | 2009 | 2020 |
| Einwohner                  | 913  | 874  | 908  | 1026 | 1144 | 1175 | 1601 | 2197 |
| Quellen: Cassini und INSEE |      |      |      |      |      |      |      |      |

## Sehenswürdigkeiten

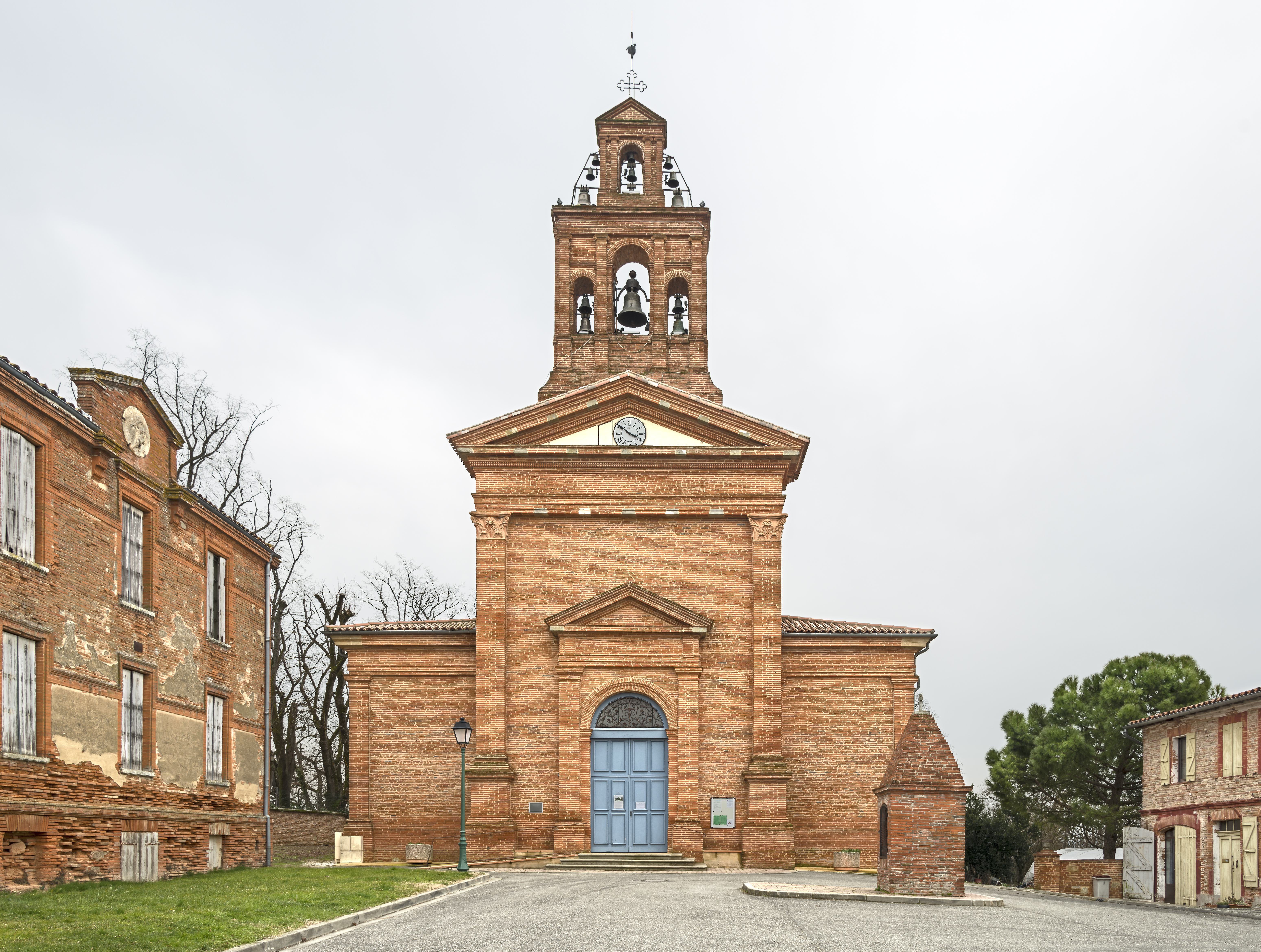
Kirche Notre-Dame-de-l'Assomption
- Kirche Sainte-Apollonie
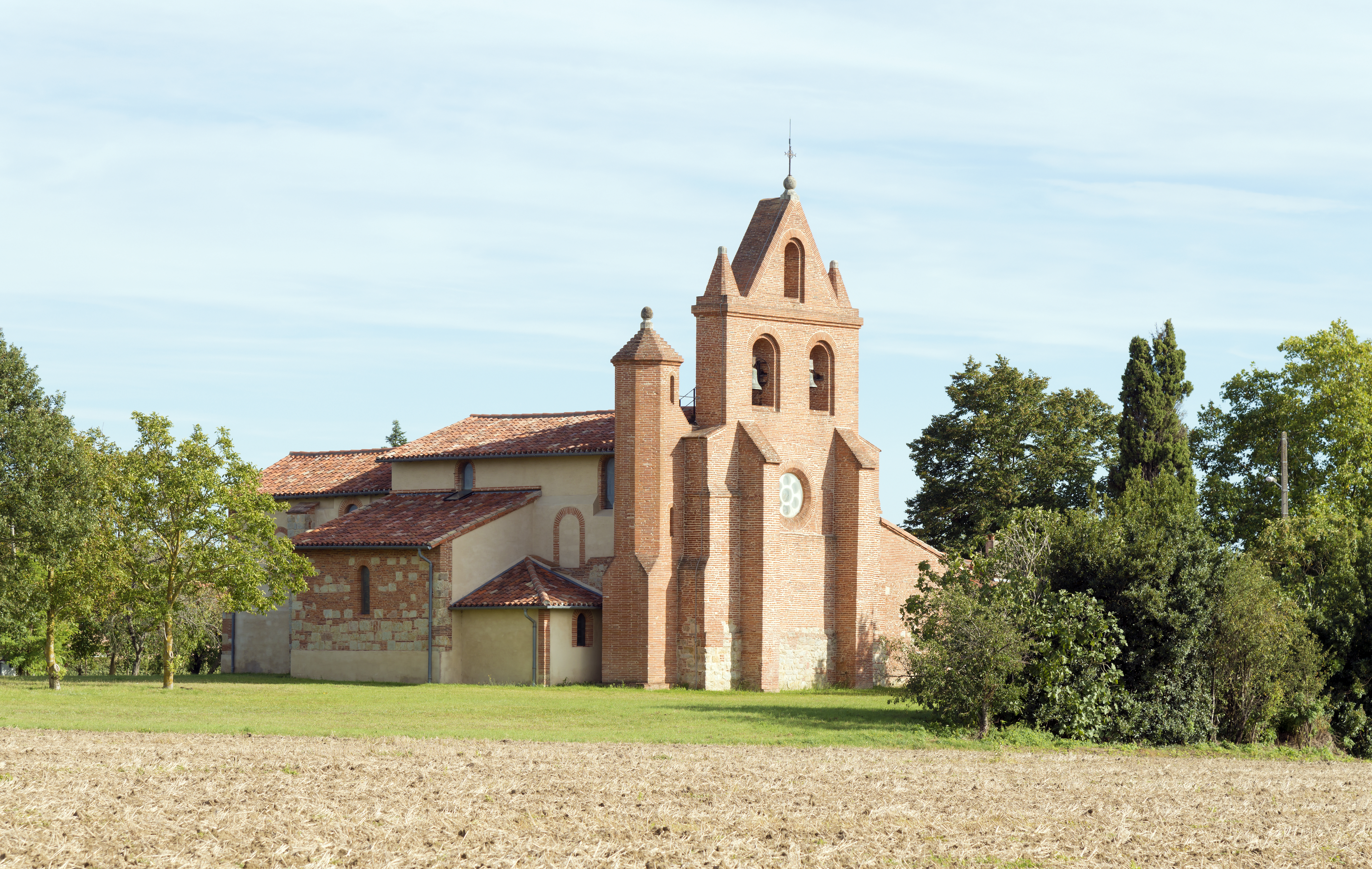
Kirche Saint-Anatoly
- Kirche Saint-Sernin
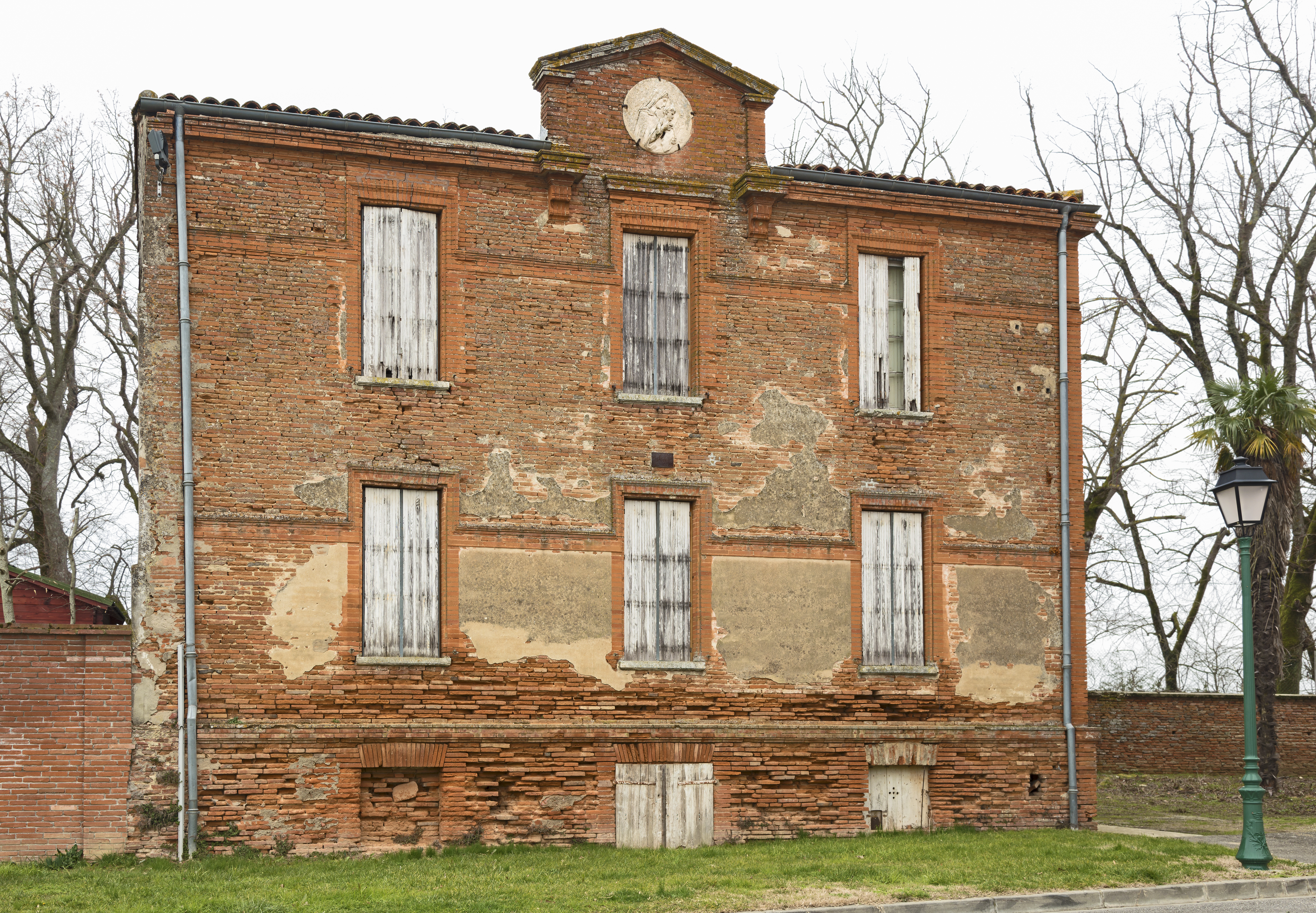
Altes Pfarrhaus
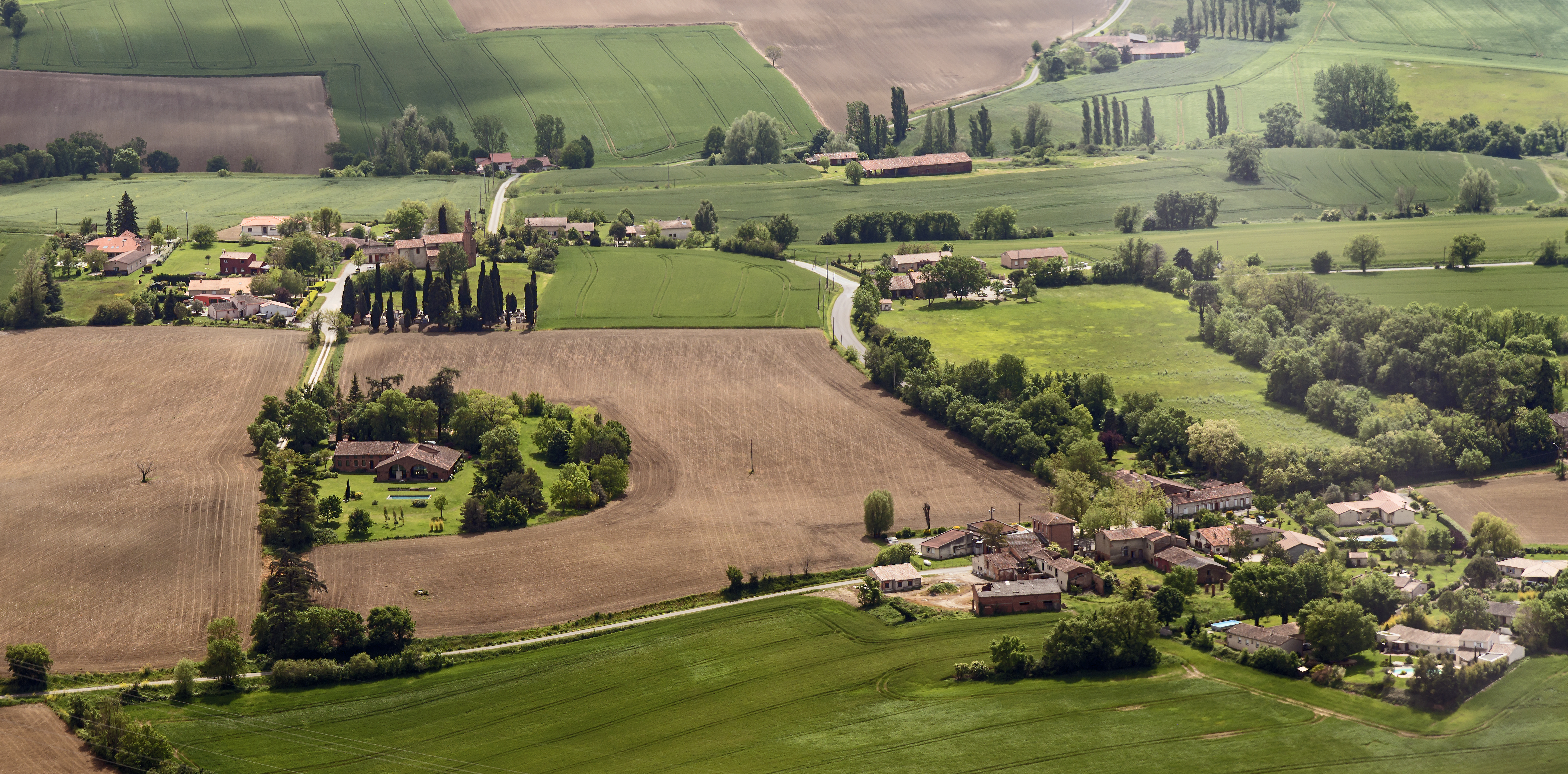
Saint Anatoly de Lanta
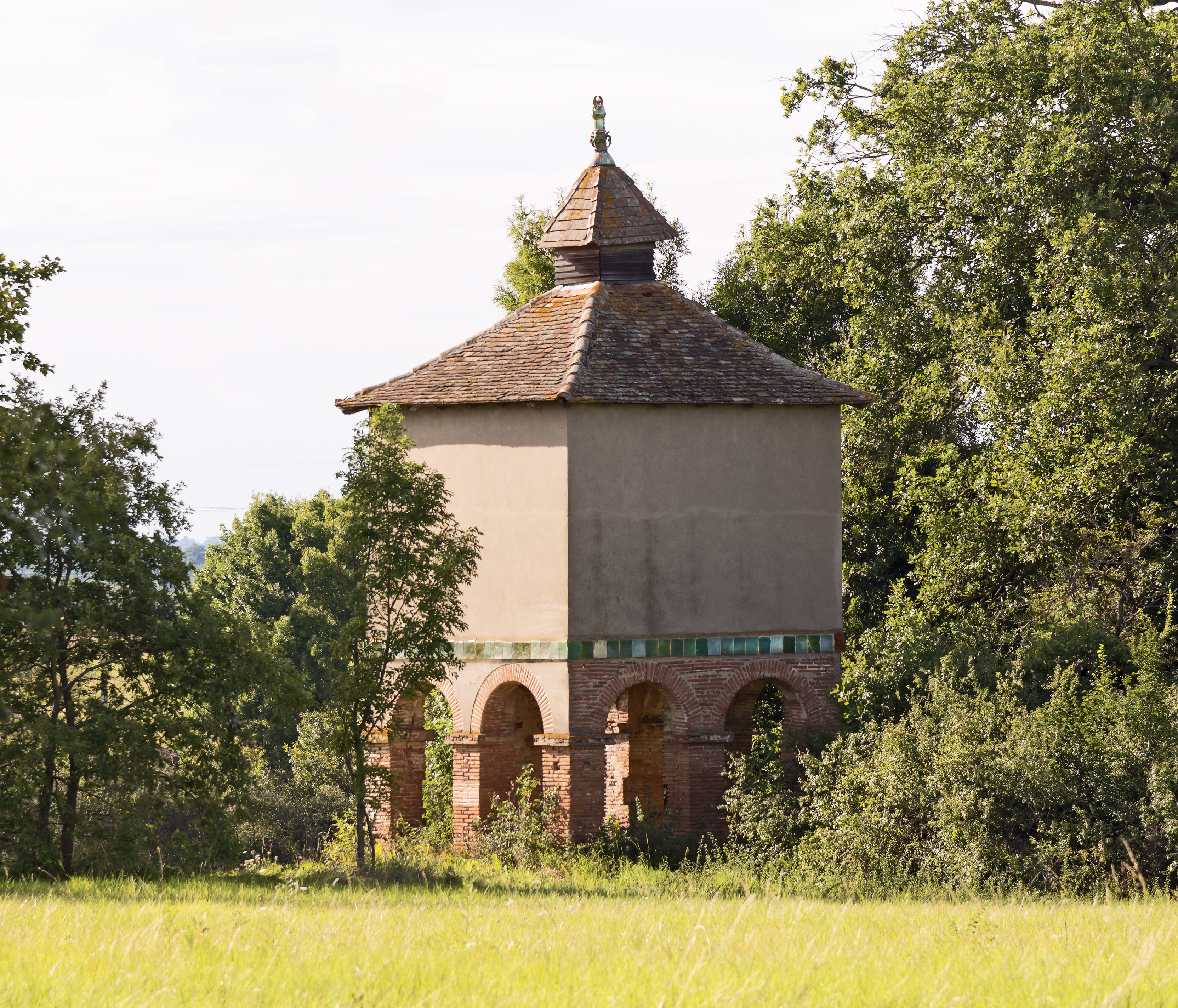
Taubenturm bei Saint-Anatoly

- Rathaus
- Wasserturm
- Taubenturm

- Kirche Notre-Dame-de-l'Assomption
- Kirche Saint-Anatoly
- Altes Pfarrhaus
- Saint Anatoly de Lanta
- Taubenturm bei Saint-Anatoly